# Schulterkreuzspinne

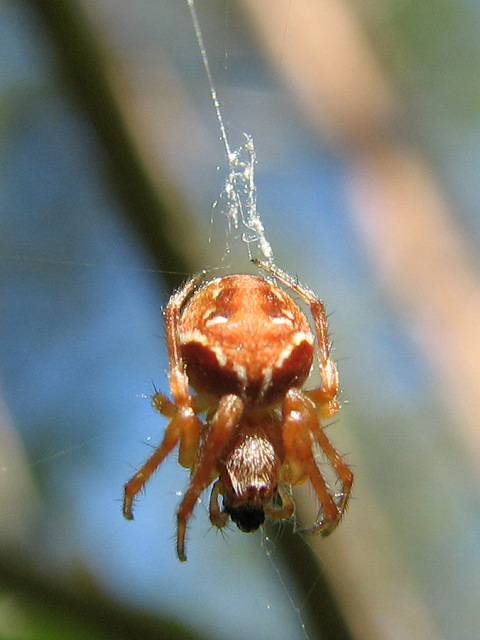
Eine Schulterkreuzspinne in ihrem Netz

Die Schulterkreuzspinne (Araneus sturmi) ist eine Webspinne aus der Familie der Echten Radnetzspinnen (Araneidae).

## Merkmale
Männchen erreichen eine Körperlänge von 3,5 und Weibchen eine von 5 Millimetern. Die Grundfarbe ist hellbraun bis orange und mit feinen Härchen besetzt. Von oben her gesehen hat der Hinterleib eine fast dreieckige Form und ist etwa so breit wie lang. Auf diesem liegt vorne an den beiden Seiten jeweils ein nach hinten bogenförmig begrenzter, rotbrauner Fleck, dessen Grenze durch einen hellen Streifen markiert ist. Dahinter befindet sich auf jeder Seite eine Reihe heller Flecken die gemeinsam oft eine blattähnliche Zeichnung bilden. Zwischen den Schulterflecken können sich ein bis zwei hellere Bogenzeichnungen erstrecken. Das Sternum auf der Unterseite ist einförmig braun, aber dunkler als die Hüften. Die Unterseite des Abdomens trägt zwei gelbliche Längsstriche.
Die rotbraunen Beine sind mit hellen, gelblich-weißen Ringeln und mit langen Borsten versehen. Die Männchen haben längere Beine und einen schlankeren Hinterleib als die Weibchen.

### Ähnliche Art
Araneus sturmi ist äußerlich schwer von Araneus triguttatus unterscheidbar, da beide Arten die charakteristischen Schulterflecken und eine große Variabilität der Zeichnung auf dem Abdomen aufweisen. Eine mikroskopische Untersuchung der Genitalien ist erforderlich, um die beiden Arten sicher zu bestimmen. Dabei zeigt sich, dass bei den Männchen von Araneus sturmi der Fortsatz (Apophyse) auf dem Tegulum des Pedipalpus mit drei kurzen Spitzen in gleichmäßigem Abstand endet. Bei Araneus triguttatus haben diese Skleritbildungen jedoch drei lange Spitzen, von denen zwei enger beisammenstehen. Bei den Weibchen von Araneus sturmi trägt die Epigyne einen verlängerten Scapus, bei Araneus triguttatus ist der Scapus kürzer und distal sehr breit.

## Vorkommen
Die Schulterkreuzspinne ist paläarktisch verbreitet und kommt auch in weiten Teilen Europas bis einschließlich Nordeuropa vor. In einigen südosteuropäischen Ländern und in einigen Ländern der Kaukasusregion ist sie nicht nachgewiesen.
Sie ist auf Bäumen und Sträuchern zu finden und bewohnt vorwiegend Nadelwälder, jedoch auch isoliert stehende Nadelbäume.

## Lebensweise
Die Schulterkreuzspinne baut ihr kleines Radnetz meist in ein bis zwei Metern Höhe auf Fichten-, Kiefern- oder Wacholderzweigen. Die Tiere sitzen tagsüber meist in der Netzmitte, oft auch auf einem Zweig in Netznähe, es wird jedoch kein zusätzlicher Unterschlupf gebaut.
Die Eiablage erfolgt einige Wochen nach der Paarung. Es wird ein kleiner Kokon um die Eier gesponnen. Die Jungspinnen schlüpfen erst im folgenden Frühjahr. Sie ernähren sich von Kleinstinsekten.

## Taxonomie und Systematik
Die Schulterkreuzspinne wurde 1831 von Carl Wilhelm Hahn im ersten Band seines Werks Die Arachniden unter dem Namen Epeira sturmii erstmals beschrieben. Der Artname sturmi ehrt den Naturforscher und Kupferstecher Jakob Sturm, der zur selben Zeit wie Hahn in Nürnberg arbeitete.